# アンジェイ・ポニャトフスキ
アンジェイ・ポニャトフスキ公爵（ポーランド語表記：Andrzej Poniatowski, 1735年7月16日 - 1773年3月3日）は、ポーランド・リトアニア共和国の貴族（シュラフタ）、軍人、元帥。

## 生涯
アンジェイはクラクフ城伯スタニスワフ・ポニャトフスキ伯爵と、チャルトリスキ公爵家出身のコンスタンツィアの間に生まれた息子の一人で、ポーランド最後の国王となったスタニスワフ・アウグスト・ポニャトフスキの弟、ポーランドの軍事的英雄ユゼフ・アントニ・ポニャトフスキの父にあたる。
彼はピェンスクの王領地代官となり、1760年にはオーストリア軍中将となったが、七年戦争（1756年 - 1763年）従軍中はその身分を隠していた。1771年には同軍元帥に任ぜられている。1764年、彼はポーランドに戻り、国王自由選挙において兄スタニスワフ・アウグストを支援した。アンジェイは戴冠セイムにおいてポーランド王国公爵（książę）を、 1765年オーストリアのマリア・テレジアはボヘミア王国公爵（kníže）を、皇帝ヨーゼフ2世はオーストリア大公国公爵（Prinz）の称号をそれぞれ与えた。1773年、ウィーンで死去した。

## 子女
妻のマリア・テレサ・フォン・キンスキーとの間に1男1女を儲けた。
- マリア・テレサ（英語版）（1760年 - 1834年）
- ユゼフ・アントニ（1763年 - 1813年）

## 叙勲
- ポーランド・リトアニア共和国: 白鷲勲章（英語版） - （1766年）